# Dromius simplicior
Dromius simplicior es una especie de escarabajo de la familia Carabidae.

## Distribución geográfica
Se distribuye por la península ibérica (España) y el noroeste del Magreb.